# Drive Angry
Drive Angry is een Amerikaanse film uit 2011 van Patrick Lussier.

## Verhaal
De geharde crimineel John Milton ontvlucht de hel om sekteleider Jonah King te vinden, de moordenaar van zijn dochter die tevens zijn kleindochter heeft gekidnapt. Binnen drie dagen zal zijn kleindochter worden geofferd door King en zijn satanische volgers. Samen met de sexy en stoere serveerster Piper volgt Milton het spoor van King, terwijl ze worden achtervolgd door een mysterieuze man in pak, die door de duivel is gestuurd om Milton terug naar de hel te halen.

## Rolverdeling
- Nicolas Cage - John Milton
- Amber Heard - Piper
- William Fichtner - De Accountant
- Billy Burke - Jonah King
- David Morse - Webster
- Katy Mixon - Norma Jean
- Kayla Rice-Cote - Lily King
- Christa Campbell - Mona Elkins
- Charlotte Ross - Candy
- Tom Atkins - Hoofdinspecteur politie
- Marc Macaulay - Sarge
- Todd Farmer - Frank
- Jack McGee - "Dikke" Lou
- James Landry Hébert - Sektelid in leren jack (als James Hebert)
- Jamie Teer - Kings babysitter
- Bryan Massey - Trooper (agent) #1
- Timothy Walter - Trooper (agent) #2 (als Tim Walter)
- Brent Henry - Tiener #2
- Kendrick Hudson - Burly
- Jack Rush - Hank Mardukis
- Simona Williams - Vrouw in luipaardprint
- Kenneth Wayne Bradley - Sektelid met pruik
- Henry Kingi - Mager sektelid (als Henry M. Kingi)
- Pruitt Taylor Vince - Roy
- Arianne Martin - Miltons dochter
  - Lanie Taylor - Miltons dochter (jonge versie) - onvermeld